# Texola (Oklahoma)
Texola est une ville du comté de Beckham en Oklahoma aux États-Unis. Sa population était de 36 habitants au recensement de 2010.

## Géographie
Selon l'United States Census Bureau, la ville a une superficie totale de 1,6 km2.
Texola n'est pas directement desservi par l'etat de l'Oklahoma réseau routier. Toutefois, la ville peut être atteinte via l'I-40, en prenant la Sortie 1. 
La Route 66 traversait la ville: des milliers de voyageurs y sont passés pendant des décennies, jusqu'à ce que l'I-40 ait été achevée en 1975.

## Histoire
L'Histoire de Texola remonte au début des années 1900. Avant d'être nommé Texola, la ville avait été appelée Texokla et Texoma. En raison de son emplacement près du 100e Méridien, la ville a été interrogée huit fois, ce qui signifie que certains de ses premiers habitants vivaient à la fois au Texas et en Oklahoma, sans avoir bougé,. Texola était à l'origine partie du nord du Greer Comté jusqu'à ce que le Beckham Comté ait été formé quand l'Oklahoma eut acquis le statut d'état en 1907. Un bureau de poste a été établi dans la communauté, le 12 décembre 1901 avec Reuben H. Grimes siégeant en tant que premier maître de poste. En 1902, la voie de chemin de fer Choctaw, Oklahoma and Gulf Railroad (plus tard détenue par le Chicago, Rock Island and Pacific Railroad) a été construit à travers la ville. Un journal hebdomadaire, le Texola Herald, a commencé à être publié en 1902 et a continué à fonctionner au début des années 1920. En 1909, Texola avait deux cotton gins ainsi qu'un moulin pour la farine de maïs. L'économie locale était basée sur l'agriculture et plusieurs entreprises se sont ouvertes dans la communauté.
Le recensement de 1910 enregistré 361 personnes vivant dans Texola. Cette même année, une petite Prison Territoriale a été construite. Après une légère baisse de la population au cours des années 1910, Texola a augmenté rapidement dans les années 1920. La population a atteint un sommet de 581 habitants au recensement de 1930. L'arrivée de la Route 66 (également connu en tant que 5th Street) a eu un impact positif sur l'économie locale. La production de coton a augmenté au cours de la décennie, ce qui a nécessité la nécessité pour les deux autres gins. La ville prospéra, des équipements tels qu'un parc d'un hectare et un auditorium pouvant accueillir 300 personnes ont été oucerts dans la communauté. La population a commencé à décliner dans les années 1940 et a continué à le faire pendant le reste du xxe siècle. En 1980, Texola avait une population de 106 habitants. Quand le suivant recensement a été réalisé en 1990, Texola avait perdu près de 58% de sa population, laissant seulement 45 personnes dans la ville. Ce chiffre a augmenté de deux, à 47 habitants, en 2000.
En 2010, la population avait diminué à 36 habitants.

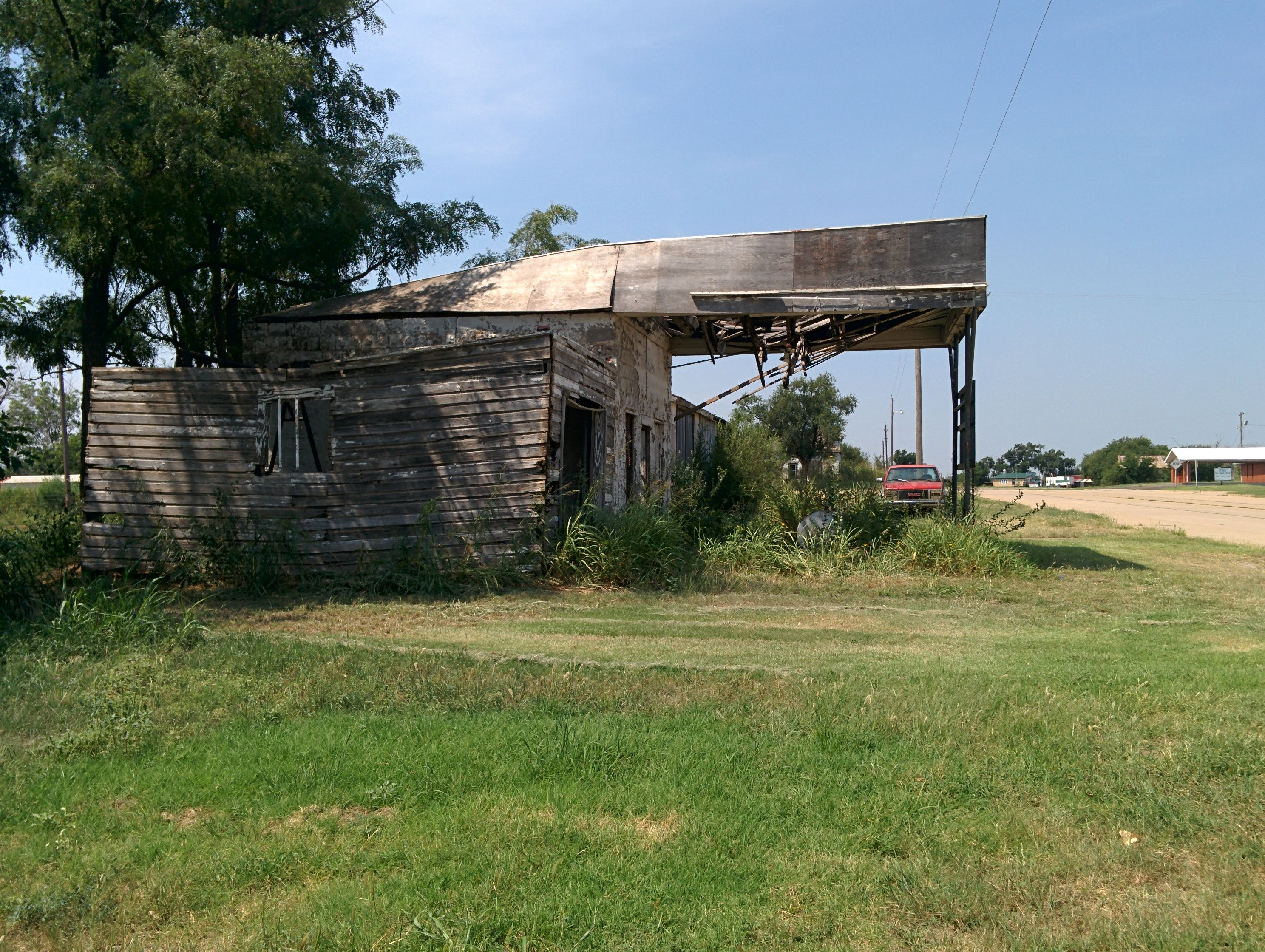
Magnolia Station-Service dans Texola, Oklahoma

## Lieu historique
La station-service Magnolia Service Station de Texola est répertoriée sur le Registre national des lieux historiques depuis 1995. La station a été construite vers 1930 par la Magnolia Petroleum Company sur la route 66,,.

## Éducation
La ville de Texola dépend des écoles de la ville de Erick – une école primaire et une école secondaire.